# Juan Virgen
Juan Ramón Virgen Pulido (Santiago Ixcuintla, 9 april 1987) is een Mexicaans beachvolleyballer. Met Lombardo Ontiveros won hij een gouden en zilveren medaille bij de Pan-Amerikaanse Spelen en nam hij eenmaal deel aan de Olympische Spelen.

## Carrière

### 2003 tot en met 2012
Virgen werd in 2003 met Michel Mokondoko vierde bij de wereldkampioenschappen voor de jeugd in Pattaya en eindigde een jaar later bij hetzelfde kampioenschap in Termoli als negende met Raúl Díaz. In 2006 debuteerde Virgen met Pablo Guzmán in de FIVB World Tour; het duo deed mee aan twee toernooien en kwam daarbij tot een zeventiende plaats in Acapulco. Van 2007 tot en met 2012 vormde hij een team met Aldo Miramontes. Het eerste seizoen namen ze deel aan tien internationale toernooien met een zeventiende plaats in Roseto degli Abruzzi als beste klassering. Het jaar daarop was een zeventiende plaats in Moskou uit veertien toernooien het beste resultaat. Daarnaast wonnen ze het toernooi van Guatemala-Stad in de Noord-Amerikaanse competitie. In 2009 speelden ze zes wedstrijden op mondiaal niveau en behaalden ze twee zeventiende plaatsen (Kristiansand en Åland). Op continentaal niveau boekten ze vier overwinningen (Kingston, Tijuana, Manzanillo en Montelimar).
Het daaropvolgende seizoen namen Virgen en Miramontes deel aan zeven toernooien in de World Tour waarbij ze niet verder kwamen dan twee drie-en-dertigste plaatsen. In de continentale toer behaalden ze vijf overwinningen (San Salvador, Boca Chica, San Diego, Tijuana en Manzanillo) en een tweede plaats (Puerto Vallarta). Bij de Centraal-Amerikaanse en Caraïbische Spelen in Mayagüez wonnen ze een zilveren medaille achter Igor Hernández en Jesús Villafañe uit Venezuela. In 2011 deed het tweetal mee aan het FIVB-toernooi van Quebec en kwamen ze bij zeven NORCECA-toernooien tot vier overwinningen (Guetemala-Stad, Chiapas, Colima en Puerto Vallarta) en drie tweede plaatsen (Boca Chica, Varadero en Rosarito). Daarnaast eindigden ze als vierde bij de Pan-Amerikaanse Spelen in eigen land; in de halve finale waren de Brazilianen Alison Cerutti en Emanuel Rego te sterk en de troostfinale werd verloren van het Argentijnse duo Santiago Etchgaray en Pablo Suárez. Het jaar daarop speelden Virgen en Miramontes nog een mondiale en een continentale wedstrijd samen, waarna het duo uit elkaar ging en Virgen een team vormde met Lombardo Ontiveros.

### 2012 tot en met 2016
Virgen en Ontiveros kwamen in 2012 nog in actie op drie toernooien in het NORCECA-circuit met overwinningen in Toluca en Oranjestad. Het daaropvolgende seizoen namen de twee deel aan vier reguliere toernooien in de World Tour en aan de wereldkampioenschappen in Stare Jabłonki, waar ze in de zestiende finale werden uitgeschakeld door de Oostenrijkers Clemens Doppler en Alexander Horst. In de continentale competitie was het duo goed voor zes overwinningen in negen wedstrijden (Boca Chica, Guatemala-Stad, Varadero, Mazatlán, Boquerón en San José). In 2014 behaalden ze met een derde plaats in Puerto Vallarta hun eerste podiumplaats op mondiaal niveau. Bij de vijf overige FIVB-toernooien kwamen ze tot onder meer twee negende plaatsen (Fuzhou en Den Haag). Op continentaal niveau wonnen ze het toernooi van Boquerón. Daarnaast eindigden Virgen en Ontiveros als derde bij de Centraal-Amerikaanse en Caraïbische Spelen in Veracruz, nadat de wedstrijd om het brons van Roberto Rodríguez en Erick Haddock uit de Dominicaanse Republiek gewonnen werd.
Het jaar daarop namen ze deel aan negen reguliere toernooien in de World Tour met vijfde plaatsen in Saint Petersburg en Rio de Janeiro als beste resultaat. Bij de WK in Nederland bereikten ze de achtste finale waar ze werden uitgeschakeld door het Braziliaanse tweetal Álvaro Filho en Vitor Felipe. Vervolgens wonnen Virgen en Ontiveros minder dan een maand later de gouden medaille bij de Pan-Amerikaanse Spelen in Toronto ten koste van Filho en Felipe. Bovendien boekten ze twee overwinningen in de Noord-Amerikaanse competitie (North Bay en Tavares). In het seizoen 2015/16 deed het duo mee aan vijftien reguliere toernooien in de mondiale competitie. Ze behaalden daarbij een tweede (Antalya), twee derde (Xiamen en Fortaleza) en vijf vijfde plaatsen (Kish, Maceió, Fuzhou, Hamburg en Long Beach). Bij de Olympische Spelen in Rio strandden ze in de achtste finael tegen de Nederlanders Reinder Nummerdor en Christiaan Varenhorst. Virgen en Ontiveros sloten het seizoen af met een negende plek bij de World Tour Finals in Toronto.

### 2017 tot en met 2022
Het jaar daarop speelden ze in aanloop naar de WK in Wenen zes wedstrijden in het mondiale circuit met onder meer een derde plaats in Olsztyn en negende plaatsen in Xiamen, Rio de Janeiro en Poreč als resultaat. In Wenen verloor het duo in de zestiende finale van Bartosz Łosiak en Piotr Kantor uit Polen. In het FIVB World Tour 2017/18 namen Virgen en Ontiveros deel aan tien FIVB-toernooien. Ze behaalden daarbij een tweede plaats in Qinzhou en eindigden als negende in Itapema en Espinho. Bij de Centraal-Amerikaanse en Caraïbische Spelen in Barranquilla wonnen ze het zilver achter de Cubanen Sergio González en Nivaldo Díaz. Het daaropvolgende seizoen was het tweetal actief op vijf reguliere internationale toernooien met een negende plaats in Jinjiang als beste resultaat. Bij de WK in Hamburg was de tussenronde tegen het Amerikaanse duo Phil Dalhausser en Nick Lucena het eindstation en bij de Finals in Rome kwamen ze niet verder dan een vijf-en-twintigste plaats. Bij de Pan-Amerikaanse Spelen in Lima wisten Virgen en Ontiveros hun titel niet te prolongeren en eindigden ze als tweede achter de Chileense neven Esteban en Marco Grimalt. In de continentale competitie wonnen ze verder het toernooi van Grand Cayman.
Tijdens het seizoen 2019/20 speelden ze in verband met de coronapandemie slechts twee wedstrijden met onder andere een negende plaats in Chetumal als resultaat en het seizoen daarop kwamen ze bij vier toernooien niet verder dan drie vijf-en-twintigste plaatsen. In 2022 wisselde Virgen van partner naar Miguel Sarabia. Het tweetal deed dat jaar mee aan vijftien reguliere toernooien in de Beach Pro Tour – de opvolger van de World Tour – en kwam daarbij tot een vijfde plaats in Agadir. Bij de WK in Rome bleven ze steken in de tussenronde tegen de Canadezen Daniel Dearing en Sam Schachter.

## Palmares
Kampioenschappen
- 2010:  Centraal-Amerikaanse en Caraïbische Spelen
- 2014:  Centraal-Amerikaanse en Caraïbische Spelen
- 2015: 9e WK
- 2015:  Pan-Amerikaanse Spelen
- 2016: 9e OS
- 2018:  Centraal-Amerikaanse en Caraïbische Spelen
- 2019:  Pan-Amerikaanse Spelen

FIVB World Tour
- 2014:  Puerto Vallarta Open
- 2015:  Antalya Open
- 2016:  Xiamen Open
- 2016:  Fortaleza Open
- 2017:  4* Olsztyn
- 2017:  3* Qinzhou